# 何干之
何干之（1906年—1969年），原名谭毓均（郁君）、谭秀峰，化名谭卫中、谭华生、杜鲁人、何汉生等，男，广东台山人，中国历史学家、教育家。